# And Still I Rise (álbum)
And Still I Rise é o álbum de estreia da cantora britânica Alison Limerick, lançado em 1992 pela Arista Records. É mais conhecido pelo single principal "Where Love Lives", que foi mixado por David Morales e Frankie Knuckles. Ele alcançou a terceira posição na parada Hot Dance Club Play dos Estados Unidos em 1991. O álbum foi produzido por Lati Kronlund, Steve Anderson, Arthur Baker, David Barratt e John Waddell.

## Faixas
| N.º | Título                          | Duração |  |
| 1.  | "Make It On My Own"             | 5:09    |  |
| 2.  | "Gettin' It Right"              | 6:20    |  |
| 3.  | "Where Love Lives (Come On In)" | 3:36    |  |
| 4.  | "Hear My Call"                  | 5:21    |  |
| 5.  | "Trouble"                       | 6:42    |  |
| 6.  | "Come Back (For Real Love)"     | 4:05    |  |
| 7.  | "Tell Me What You Mean"         | 5:01    |  |
| 8.  | "Let's Make a Memory"           | 5:38    |  |
| 9.  | "You and I"                     | 6:11    |  |
| 10. | "The Difference Is You"         | 5:45    |  |

## Paradas musicais
| Parada (1992)                 | Melhor posição |
| ----------------------------- | -------------- |
| Reino Unido (UK Albums Chart) | 53             |